# Cephalanthera longibracteata
Espèce
Cephalanthera longibracteata, la Céphalanthère à longues bractées, est une espèce de plantes à fleurs de la famille des Orchidaceae et du genre Cephalanthera, originaire d'Asie de l'Est tempérée.

## Taxonomie
L'espèce est décrite en premier par Carl Ludwig von Blume en 1859, qui la classe dans le genre Cephalanthera sous le nom binominal Cephalanthera longibracteata, basionyme. L'espèce a été successivement déplacée dans les genres Epipactis, Limodorum et Serapias, mais le nom correct reste Cephalanthera longibracteata,,.
Cephalanthera longibracteata a pour synonymes,, :
- Epipactis longibracteata (Blume) Wettst., 1889
- Limodorum longibracteatum (Blume) Kuntze, 1891
- Serapias longibracteata (Blume) A.A.Eaton, 1908

Elle est appelée en français « Céphalanthère à longues bractées », en chinois 长苞头蕊兰 (zhǎng bāo tóu ruǐ lán), en japonais ササバギンラン (sasaba-gin-ran) (traduction littérale : « Orchidée argentée à feuilles de bambou sasa ») et en coréen 은대난초 (geum nan cho).

## Description

### Appareil végétatif

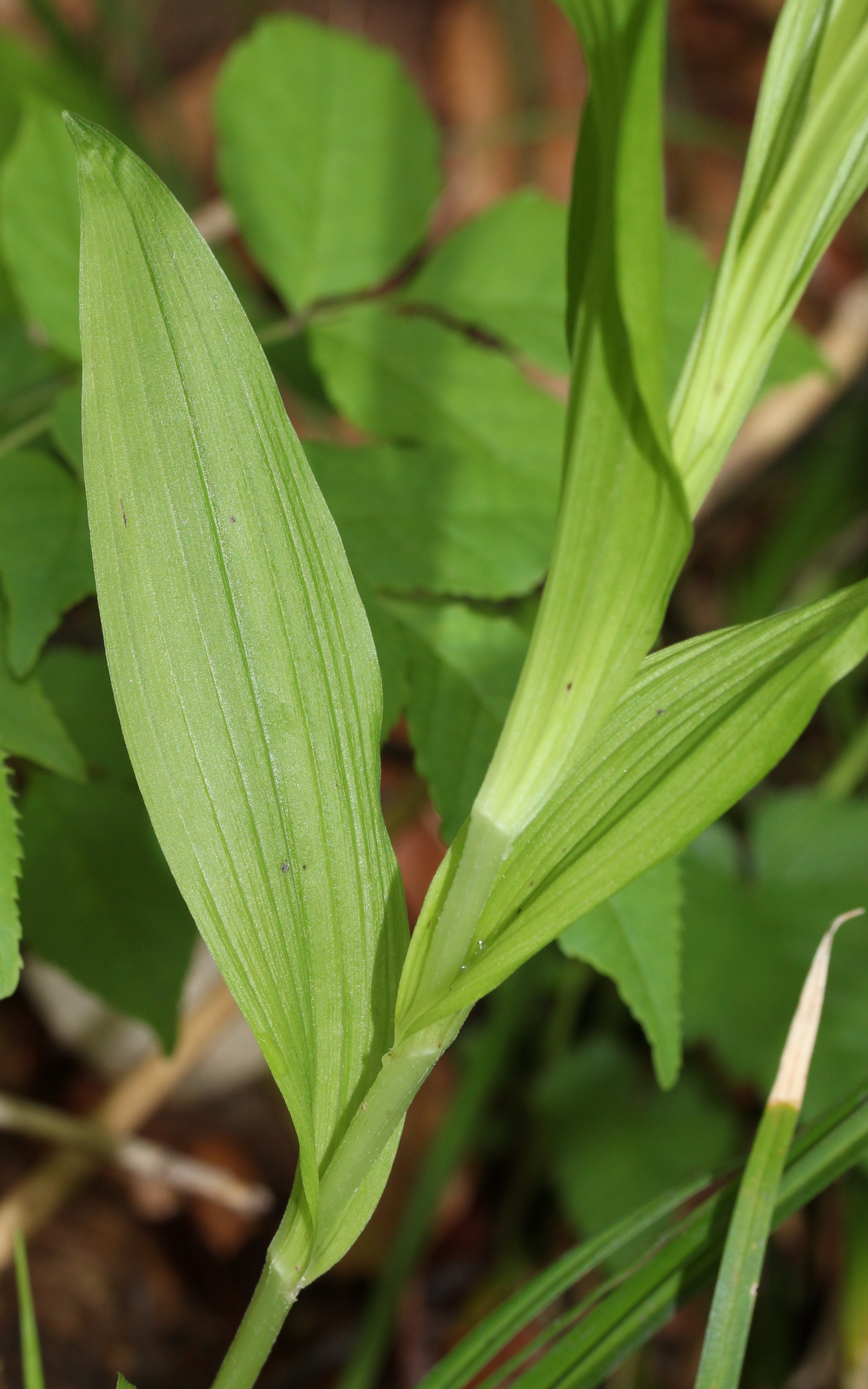
Feuilles.

C'est une plante feuillue, autotrophe, de 30 à 50 cm de haut. La tige est mince à assez robuste, avec plusieurs gaines basales, à 6–8 feuilles, légèrement croûteuses vers l'apex. Les feuilles sont largement lancéolées à oblongues-lancéolées, de dimensions 6-14 × 1,5-3 cm, scabreuses abaxiales sur les nervures, l'apex long et acuminé.

### Appareil reproducteur

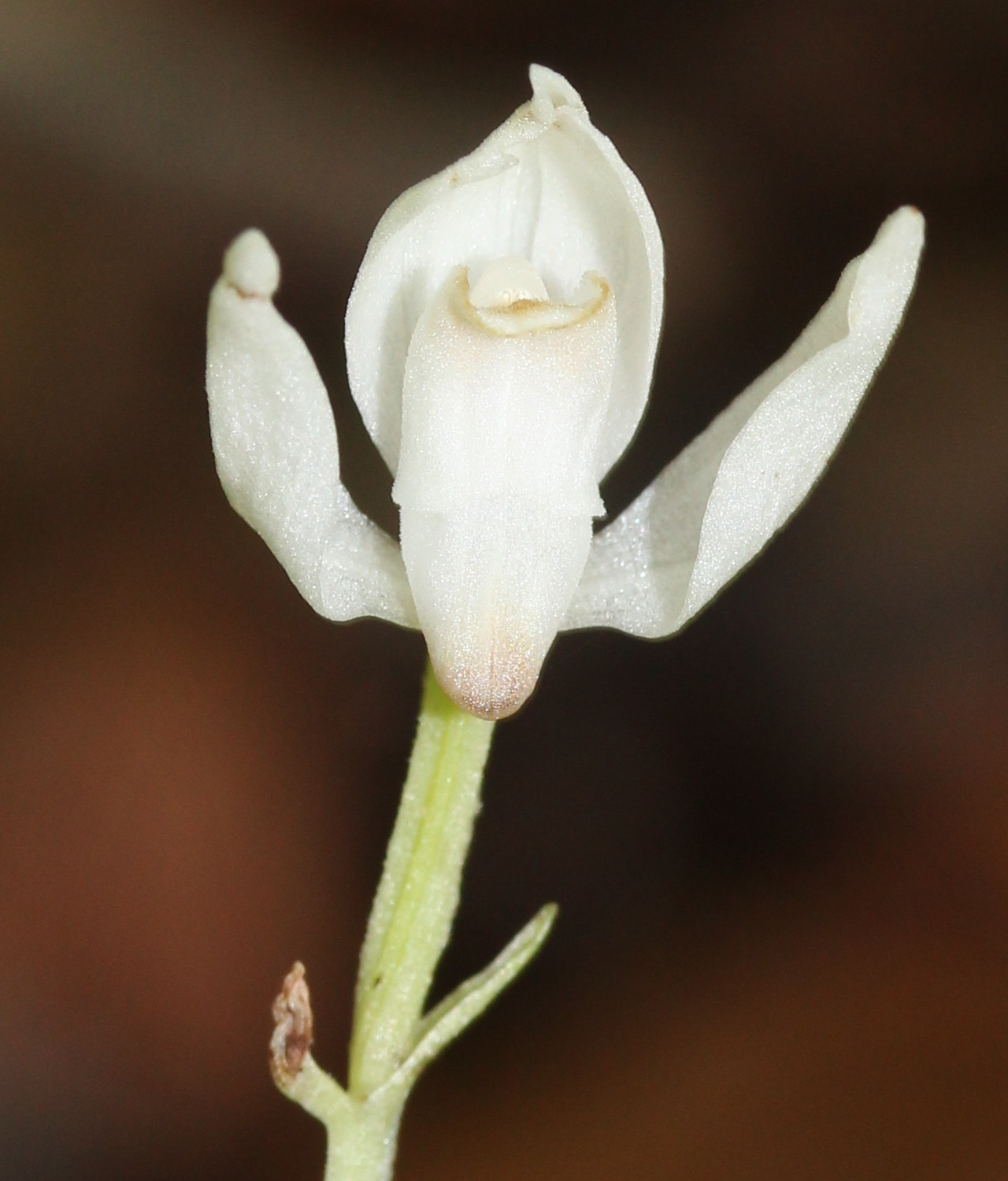
Fleur.

L'inflorescence se compose de 8–15 fleurs ; le rachis est de 3–5,5 cm ; les bractées florales sont linéaires-lancéolées, les basales de 2 à 10 cm, devenant plus courtes et plus étroites au-dessus. Les fleurs sont érigées, faiblement étalées, blanches ; le pédicelle et l'ovaire mesurent 12–16 mm. Les sépales sont étroitement ovés à lancéolés, de dimensions 10-13 × 2-3 mm, l'apex aigu à acuminé. Les pétales sont ovales, de 8,5-9 × environ 3 mm, l'apex aigu à mucroné ; la lèvre est plus courte que les pétales, de 5,5–7 mm, éperonnée à la base, en deux parties ; l'hypochile est largement ové ; les lobes hypochiles sont érigés et embrassant la colonne, triangulaires, de 2–2,5 mm, l'apex subaiguë-falcate ; l'épichile est ovo-cordé, d'environ 3,5 × 4 mm, avec trois lamelles longitudinales, le papillaire à l'apex, le bord légèrement ondulé, l'apex aigu ; l'éperon dépasse légèrement entre les bases des sépales latéraux, légèrement incurvé, conique, de 1–1,5 mm, l'apex obtus. La colonne mesure 5,5–6,5 mm ; l'anthère est ovoïde, d'environ 1,5 mm. La capsule est érigée, de 2–2,5 cm. La plante fleurit en mai-juin, et la fructification a lieu en août et septembre. Les cellules diploïdes possèdent entre 30 et 36 chromosomes (2n=30, 32, 33, 34, 36).

## Habitat et répartition

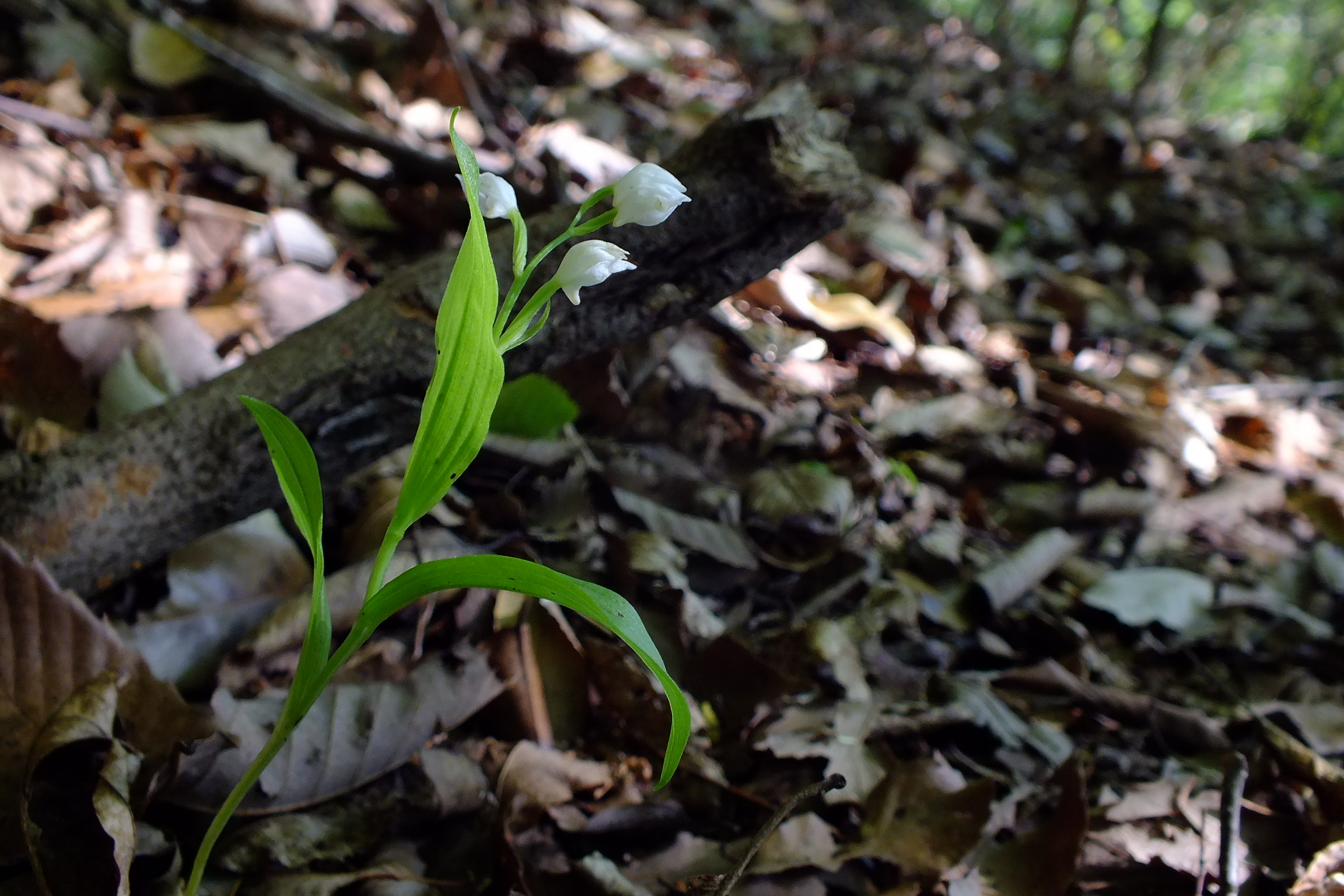
Cephalanthera longibracteata dans son habitat, sur tapis de feuilles mortes.

L'espèce est endémique d'Asie de l'Est tempérée. Ainsi, elle se rencontre dans les forêts et lisières de forêt de la région de l'Amour au nord-est de la Chine à la frontière avec la Russie ; également en Corée et au Japon,.